# Rhine (Georgia)
Rhine es un pueblo ubicado en el condado de Dodge en el estado estadounidense de Georgia. En el censo de 2000, su población era de 422.

## Demografía
En el 2000 la renta per cápita promedia del hogar era de $19,107, y el ingreso promedio para una familia era de $34,750. El ingreso per cápita para la localidad era de $14,204. Los hombres tenían un ingreso per cápita de $28,281 contra $21,458 para las mujeres.

## Geografía
Rhine se encuentra ubicado en las coordenadas 31°59′23″N 83°11′56″O / 31.98972, -83.19889 (31.989696, -83.198762).
Según la Oficina del Censo, la localidad tiene un área total de 8,1 km² (3,1 mi²), de la cual 8,1 km² (3,1 mi²) es tierra y 0 km² (0 mi²) (0.00%) es agua.